# 10193 Нішімото
10193 Нішімото (10193 Nishimoto) — астероїд головного поясу, відкритий 8 серпня 1996 року.
Тіссеранів параметр щодо Юпітера — 3,166.